# Marcela Quintero
Marcela Quintero (Bogotá, 3 de octubre) es una ecóloga y agrónoma colombiana, de reconocida trayectoria en el campo de la investigación agrícola y ambiental. Se graduó como ecóloga de la Pontificia Universidad Javeriana, y posteriormente hizo una maestría en ciencias del suelo y del agua, así como un doctorado en agronomía de la Universidad de Florida. Posee más de 20 años de experiencia en investigación en pagos por servicios ambientales (PES en inglés), manejo de cuencas hidrográficas, entre otras áreas relacionadas con el uso sostenible de los recursos terrestres. Es directora general asociada de la Alianza de Bioversity International y el CIAT, cargo que desempeña desde noviembre de 2022.

## Estudios y vida profesional
Inició su carrera profesional en el 2002 en el Centro Internacional de Agricultura Tropical (CIAT), investigando sobre alternativas de uso de la tierra para los Llanos Orientales en Colombia, en una investigación conjunta con el Ministerio de Agricultura y Desarrollo Rural, con el objetivo de facilitar el apropiado uso de la tierra en el municipio de Puerto López, Meta. En 2009 obtuvo su grado de maestría en la Universidad de Florida, con su tesis de grado fue sobre los "Efectos de la labranza de conservación en el secuestro de carbono del suelo y los ingresos netos de las rotaciones basadas en el cultivo de papa", para luego obtener su doctorado en 2010 con una tesis sobre secuestro de carbono en el suelo y su valoración económica en sistemas agrícolas convencionales y de conservación.
Ha ocupado diferentes puestos de liderazgo como directora de investigación de Agroecosistemas y Paisajes Sostenibles en el CIAT, colíder del eje temático en restauración de paisajes degradados del Programa de Investigación del CGIAR en Agua, Tierra y Ecosistemas, con proyectos en las regiones de Sur, Este y Oeste de África; Sur y Sudeste de Asia y América Latina. Entre 2020 y 2022 se desempeñó como directora del área de investigación en Paisajes Multifuncionales de la Alianza. Así mismo, ha liderado proyectos internacionales como la iniciativa "Paisajes Sostenibles para la Amazonía" (2015)que evaluó las opciones para sistemas agropecuarios eficientes que protegieran los bosques e incrementaran la capacidad de adaptación al cambio climático en los departamentos de Loreto en el Perú y Caquetá en Colombia. Quintero ha sido además líder de la Iniciativa del CGIAR en Agroecología, ponente de la V Cumbre de Sostenibilidad, entre otras distinciones.

## Obras
Marcela Quintero es co-autora de más de 150 publicaciones, entre ellos 30 artículos científicos y 20 libros. Sus obras más citadas son una revisión sistemática sobre la herramienta Soil and Water Assessment Tool (SWAT), Una modelación sobre hidrología y medios de vida en esquemas de PES y un marco de trabajo para operacionalizar los servicios ecosistémicos y las intervenciones basadas en la resiliencia en los paisajes agrícolas.